# Rolf Lie
Rolf Lie (Bergen, 1889. május 20. – Tønsberg, 1959. június 18.) olimpiai bajnok norvég tornász.
Az 1912. évi nyári olimpiai játékokon indult tornában és csapat összetettben szabadon választott szerekkel olimpiai bajnok lett.
Testvére, Alf Lie vele együtt lett olimpiai bajnok.
Klubcsapata a Bergens TF volt.